# David Rijckaert III
David Rijckaert III, ook wel David Rijckaert de Jonge en David Ryckaert III, (Antwerpen, 2 december 1612 (gedoopt) - Antwerpen, 11 november 1661) was een Zuid-Nederlandse kunstschilder uit de baroktijd die zijn carrière begon als landschapsschilder maar zich al snel specialiseerde in genrestukken.

## Biografie
Geboren als een lid van de Antwerpse kunstenaarsfamilie Rijckaert of Ryckaert, was hij de zoon van David Rijckaert II en Katalijne de Meere, de kleinzoon van David Rijckaert I, en de neef van Marten Rijckaert. Zijn zuster Catharina (1610-1674) was in 1643 met de Antwerpse schilder Gonzales Coques getrouwd. David Rijckaert III werkte gedurende zijn hele carrière in Antwerpen. Hij huwde op 31 augustus 1647 met Jacoba Palmans met wie hij negen kinderen kreeg.
David Rijckaert was een leerling van zijn vader. Hij werd in 1636-37 meester in het Antwerpse Sint-Lucasgilde en in de periode 1652-53 was hij deken van het Gilde. Hij was de leermeester van Hans la Croys, Jacob Lafosse en zijn schoonbroer Gonzales Coques.
Zijn werk genoot veel bijval en onder zijn opdrachtgevers was aartshertog Leopold Willem van Oostenrijk, landvoogd van de Spaanse Nederlanden van 1647 tot 1656.
Rijckaert was ook een verdienstelijk bespeler van de barokgitaar.

## Werk

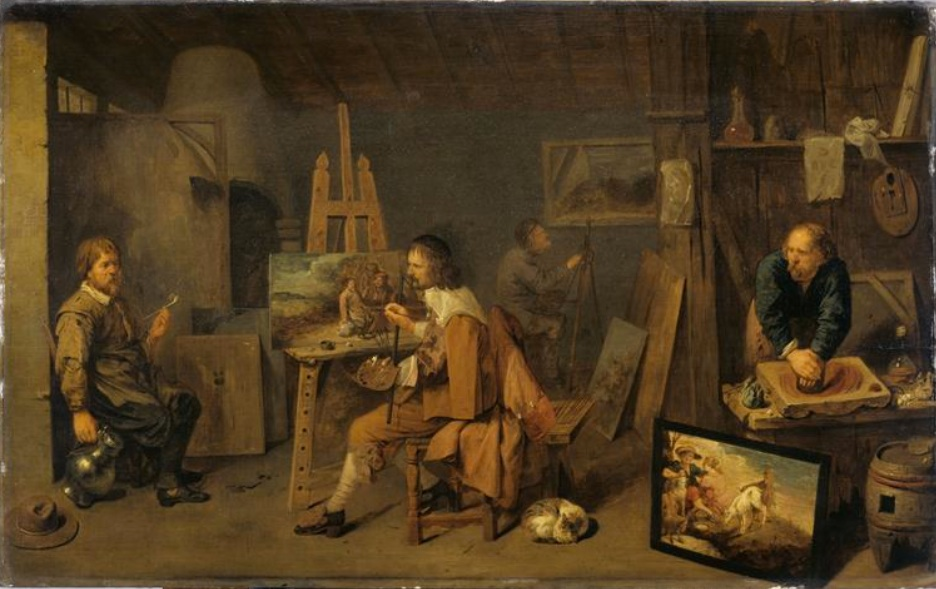
David Rijckaert (III). Interieur van een atelier. 1638. Parijs, Musée du Louvre.

Rijckaert begon zijn carrière als landschapsschilder maar specialiseerde zich al vroeg in genrestukken onder invloed van Adriaen Brouwer, David Teniers de Oude en vooral David Teniers de Jonge. Zijn werk toont vaak de interieurs van drinkgelegenheden met boeren of ambachtslieden, zoals een alchemist, kwakzalver, schoenmaker of schilder. Andere thema's zijn kinderspelen, feesten met muziek en denkbeeldige scènes met heksen en spoken. Veel van zijn werken zijn gesigneerd en gedateerd, waardoor zijn artistieke ontwikkeling van 1637 tot 1661 gemakkelijk te volgen is.

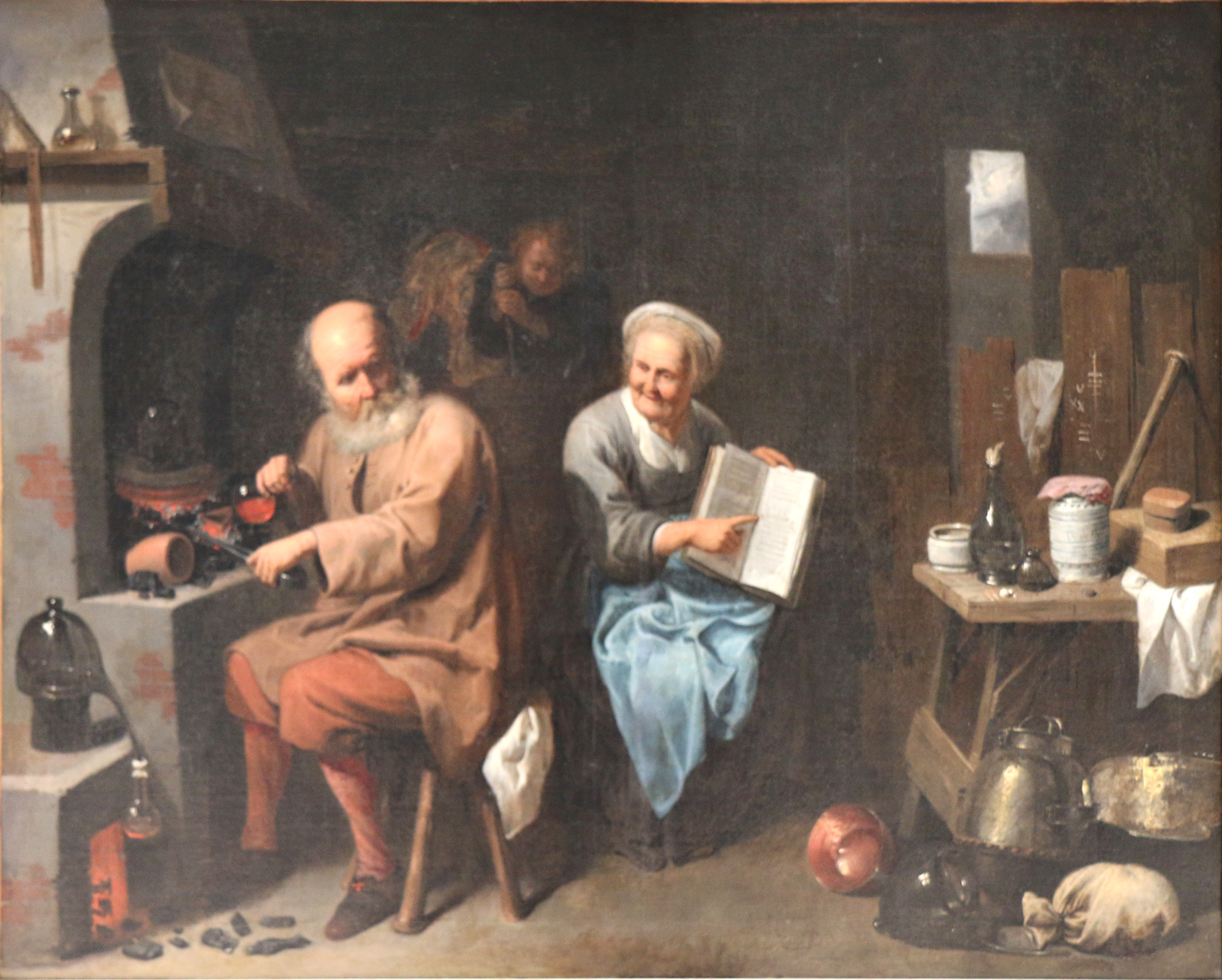
David Rijckaert (III). Alchemist in zijn laboratorium. 1648. Brussel, Koninklijke Musea voor Schone Kunsten van België.

Rijckaert 's vroege genrestukken (bv. De chirurg) zijn in de wijze van Brouwer. Tussen circa 1640 en circa 1650 veranderde zijn benadering van genrestukken: ruige boerenfiguren werden vervangen door samengestelde groepen van waardige mensen, vaak bezig met het spelen van muziek. Tegelijkertijd ontleende hij nieuwe thema's aan andere kunstenaars, zoals in Alchemist in zijn laboratorium (1648; Koninklijke Musea voor Schone Kunsten van België, Brussel), een onderwerp dat vaak voorkomt in het werk van Teniers de Jonge. Onder invloed van Teniers's wijzigde zich Rijckaerts stijl, met een grotere nadruk op verschillende kleuren en decoratieve kenmerken. Daarnaast nam hij de Nederlandse chiaroscuro methode over, hetgeen vooral merkbaar is in zijn schilderijen van alchemisten. Tegen 1650 begon Rijckaert ook religieuze en (mogelijk) mythologische thema's te schilderen. Voorbeelden van het laatste zijn alleen bekend uit latere inventarisaties.
De laatste fase in de stilistische ontwikkeling van Rijckaert wordt geïllustreerd door zijn schilderij In de herberg (Osterriethhuis, Antwerpen), waarin Teniers's anekdotische manier van schilderen werd aangepast om een scène met een idyllisch en sentimenteel karakter uit te beelden. Het effect wordt verkregen door het gebruik van koele kleuren die worden verenigd door ze aan te brengen op een zilvergrijze grond. Dit gevoel van harmonie wordt versterkt door een ingetogen gebruik van licht dat de voorgrond en achtergrond samen bindt.